# Falk Valentin Grünfeld
Falk Valentin Grünfeld (geboren 9. Februar 1837 in Leschnitz, Kreis Groß Strehlitz, Provinz Schlesien; gestorben 19. Januar 1897 in San Remo, Italien) war ein deutscher Textilkaufmann und Verbandsfunktionär. Er begründete die „Landeshuter Leinen- und Gebildweberei F. V. Grünfeld“ in Landeshut, im Kreis Landeshut i. Schles. in Niederschlesien, die später ihren Sitz nach Berlin verlegte und die ihre Hauptfiliale am Kudamm-Eck in Berlin betrieb.

## Leben

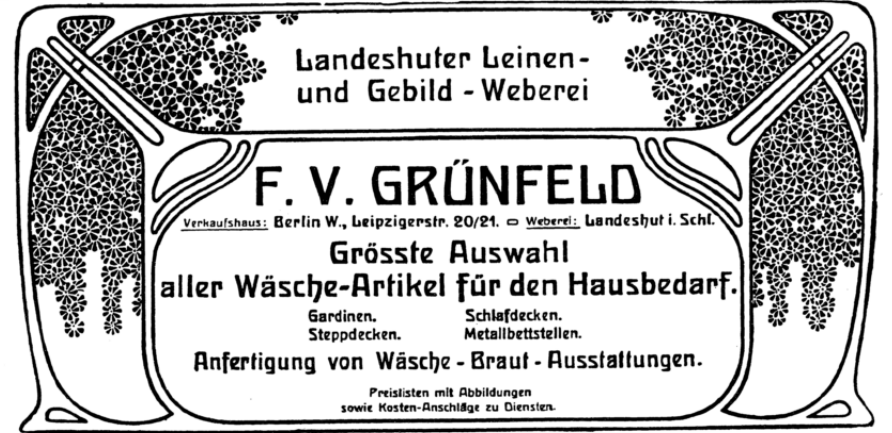
Anzeige (1912)

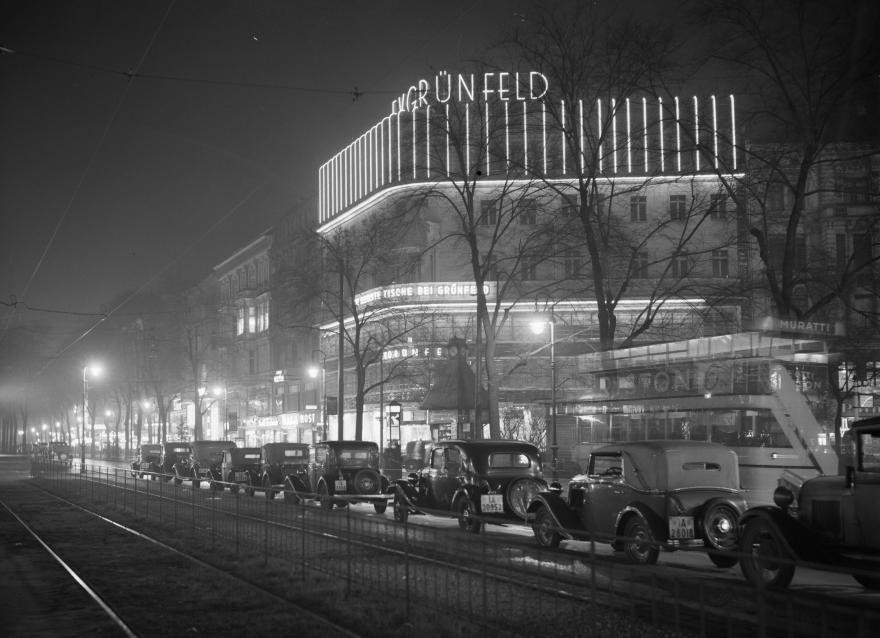
Das Wäschehaus Grünfeld an der Ecke Kurfürstendamm / Joachimsthaler Straße in Berlin-Charlottenburg. Heute befindet sich hier das Ku’damm-Eck. Aufnahme ca. 1935

F.V. Grünfeld eröffnete 1862 in Landeshut ein Sortiments-Manufakturwarengeschäft, aus dem später die „Leinen- und Gebildweberei“ hervorging. Grünfeld vergab zunächst Heimarbeit in den Dörfern der Umgebung von Landeshut, nach der Einführung eines einheitlichen Paketportos wurde sein Unternehmen die „erste große Post-Versandfirma“ in seiner Branche. 1873 wurde eine eigene Versandabteilung eingerichtet, 1887 erhielt die Firma eine eigene Paketversandstelle. Durch den Versand und die hohe Qualität des schlesischen Leinens wurde die Firma auch überregional bekannt. 1884 wurde eine eigene Fabrik errichtet, die später – als erster Betrieb dieses Industriezweigs in Deutschland – einen elektrischen Antrieb erhielt. Ebenso führte Grünfeld seinerzeit neue Festpreise ein.
Das Unternehmen wurde später von seinem Sohn Heinrich Grünfeld (1865–1936) und danach von seinem Enkel Fritz Vinzenz Grünfeld übernommen. 1889 wurde ein Ladengeschäft in Berlin errichtet, im Jahr 1900 wurde die Geschäftsleitung nach Berlin verlegt. Das erste Ladengeschäft in Berlin befand sich in der Leipziger Straße 20–22. 1924 entstand ein Geschäft in Köln, 1928 eine große Filiale mit einer auffälligen Leuchtreklame an der Kreuzung Kurfürstendamm / Joachimstaler Straße, die später im Berliner Volksmund „Grünfeld-Ecke“ genannt wurde. Grünfeld war auch an der „Einbürgerung“ der Hängematte in Deutschland beteiligt. F. V. Grünfeld wurde zum Kommissionsrat ernannt. 1938 wurde das Unternehmen arisiert, 1939 wanderte die Familie nach Israel aus.
Im November 2023 wurde in Berlin der frühere Joachimsthaler Platz in „Grünfeld-Ecke“ umbenannt.